# Devakī

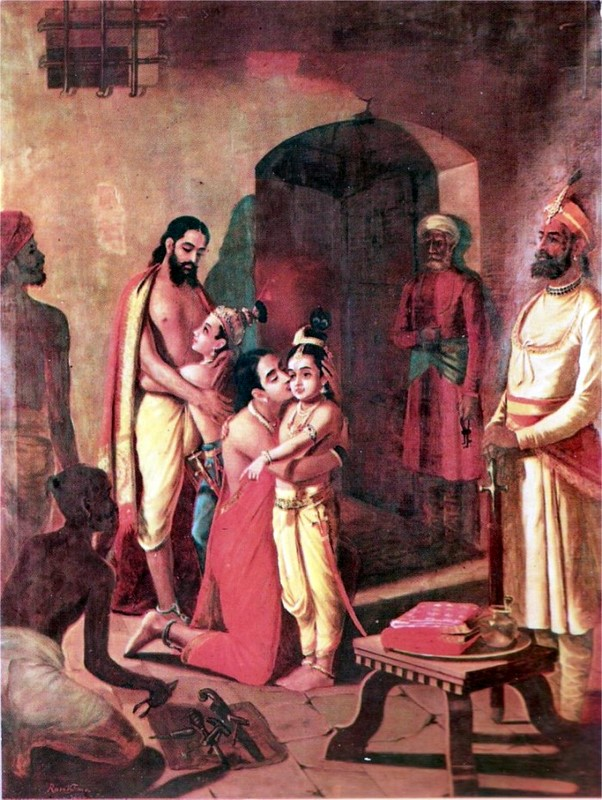
Kṛṣṇa e Balarāma incontrano i loro genitori. Dipinto di Raja Ravi Varma

Devakī (in sanscrito देवकी) è una figura mitologica dell'Induismo: è la moglie di Vasudeva e madre di Kṛṣṇa e Balarāma.

## Storia
Devakī era la figlia di Devaka, il fratello più giovane del re Ugrasena di Mathura. Devakī e Vasudeva furono imprigionati da Kaṃsa, fratello di Devakī, in seguito alla profezia che uno dei loro figli, un giorno, lo avrebbe ucciso. Devakī ebbe otto figli e Kaṃsa riuscì ad ucciderne sei. Il settimo, Balarāma, riuscì a scappare trasferendosi nel grembo di un'altra donna per intervento di Visnù. L'ottavo figlio, Kṛṣṇa (incarnazione di Visnù), nacque a mezzanotte e fu scambiato con una bambina un'incarnazione della dea Yoganidrā o Yogamāyā) nata nel frattempo dal ventre di Yaśodā, moglie di Nanda. Kaṃsa decise di uccidere la bambina, che scomparve prodigiosamente sotto i suoi occhi. Kṛṣṇa fu affidato a Nanda e cresciuto nel vicino villaggio di Gokul. Quando Kaṃsa si rese conto che Kṛṣṇa era stato messo in salvo liberò i due sposi ed essi poterono vivere a Mathura. Si ritiene che il concepimento di Kṛṣṇa, come quello di Balarāma,  non sia il frutto di un rapporto sessuale ma di "trasferimento" divino. La tradizione indù dice in proposito che Visnù si strappò due capelli, uno bianco e uno nero; cadendo sul grembo di Devakī, il capello bianco avrebbe concepito Balarāma, mentre il capello nero avrebbe successivamente concepito Kṛṣṇa, incarnazione dello stesso Visnù. Vasudeva e la sua seconda moglie Rohini Devi ebbero una figlia, Subhadra, che sposò Arjuna e diventò madre di Abhimanyu. Dopo di ciò, col resto della popolazione di Mathura, si spostarono tutti a Dvārakā.